# Ozodicera effecta
Ozodicera effecta är en tvåvingeart som beskrevs av Alexander 1944. Ozodicera effecta ingår i släktet Ozodicera och familjen storharkrankar. Inga underarter finns listade i Catalogue of Life.